# Divize B 2001/2002
V soubojích 37. ročníku České divize B 2001/02 se utkalo 16 týmů dvoukolovým systémem podzim–jaro. Tento ročník začal v srpnu 2001 a skončil v červnu 2002. 

## Kluby podle přeborů
- Severočeský (8): SK Roudnice nad Labem, FK Litoměřice, SK AssiDomän Štětí, FK Tatran Kadaň, FK Český lev Neštěmice, FK Ústí nad Labem, Chemopetrol Litvínov, AC Lučan Žatec
- Středočeský (6): SK Viktoria Sibřina, SK Rakovník, SK Benešov, Sokol Libiš, FK Brandýs nad Labem, FK Kaučuk Kralupy
- Pražský (2): FC Dragoun Břevnov, SK Smíchov

## Výsledná tabulka
| Poř. | Tým                     | Z  | V  | R  | P  | VG | OG | B  |
| ---- | ----------------------- | -- | -- | -- | -- | -- | -- | -- |
| 1.   | SK Viktoria Sibřina     | 30 | 22 | 2  | 6  | 83 | 34 | 68 |
| 2.   | SK Roudnice nad Labem   | 30 | 17 | 4  | 9  | 48 | 31 | 55 |
| 3.   | SK Rakovník             | 30 | 14 | 10 | 6  | 45 | 34 | 52 |
| 4.   | SK Benešov              | 30 | 12 | 9  | 9  | 52 | 28 | 45 |
| 5.   | FK Litoměřice           | 30 | 13 | 6  | 11 | 49 | 56 | 45 |
| 6.   | FC Dragoun Břevnov      | 30 | 12 | 8  | 10 | 52 | 42 | 44 |
| 7.   | SK AssiDomän Štětí      | 30 | 11 | 8  | 11 | 38 | 35 | 41 |
| 8.   | Sokol Libiš             | 30 | 11 | 6  | 13 | 41 | 45 | 39 |
| 9.   | FK Tatran Kadaň         | 30 | 10 | 9  | 11 | 43 | 49 | 39 |
| 10.  | FK Český lev Neštěmice  | 30 | 11 | 5  | 14 | 36 | 42 | 38 |
| 11.  | FK Brandýs nad Labem    | 30 | 9  | 10 | 11 | 41 | 46 | 37 |
| 12.  | FK Ústí nad Labem       | 30 | 8  | 11 | 11 | 35 | 49 | 35 |
| 13.  | FK Chemopetrol Litvínov | 30 | 10 | 5  | 15 | 29 | 49 | 35 |
| 14.  | SK Smíchov              | 30 | 9  | 7  | 14 | 39 | 40 | 34 |
| 15.  | AC Lučan Žatec          | 30 | 8  | 8  | 14 | 40 | 52 | 32 |
| 16.  | FK Kaučuk Kralupy       | 30 | 4  | 8  | 18 | 34 | 75 | 20 |

Poznámky:
- Z = Odehrané zápasy; V = Vítězství; R = Remízy; P = Prohry; VG = Vstřelené góly; OG = Obdržené góly; B = Body
- O pořadí klubů se stejným počtem bodů rozhodly vzájemné zápasy.

|  | Postup do ČFL 2002/03                           |
|  | Sestup do příslušného krajského přeboru 2002/03 |